# Кяткиозеро
Кяткиозеро — озеро на территории Паданского сельского поселения Медвежьегорского района Республики Карелии.

## Общие сведения
Площадь озера — 8,3 км², площадь водосборного бассейна — 1540 км². Располагается на высоте 147,9 метров над уровнем моря.
Форма озера продолговатая: вытянуто с севера на юг. Берега каменисто-песчаные местами заболоченные.
В южную оконечность Кяткиозера втекает безымянный водоток, несущий воды из озёр Кальгъярви и Пизанца.
Кяткиозеро является звеном в цепочке озёр «Кяткиозеро → Тумасозеро → Унутозеро → Сонго», через которые протекает река Сонго, впадающая в озеро Селецкое.
В озере не менее десятка безымянных островов различной площади, однако их количество может варьироваться в зависимости от уровня воды.
Код объекта в государственном водном реестре — 02020001111102000007420.